# Maryse Éwanjé-Épée
Maryse Éwanjé-Épée (verheiratete Maury; * 4. September 1964 in Poitiers) ist eine ehemalige französische Hochspringerin. Nach ihrer aktiven Laufbahn nahm die mehrfache Französische Meisterin und Olympiateilnehmerin eine Tätigkeit als Sportjournalistin auf. Ihre jüngere Schwester Monique Éwanjé-Épée wurde 1990 Europameisterin im 100-Meter-Hürdenlauf.

## Sportliche Laufbahn
Éwanjé-Épée wurde achtmal Französische Meisterin im Freien (1982–1985, 1988, 1993 und 1995–1996) und siebenmal in der Halle (1982–1984, 1986, 1989–1990 und 1994). Zu ihren größten internationalen Erfolgen zählen ihre drei Medaillen bei Halleneuropameisterschaften (Silber 1984 in Göteborg hinter der Olympiasiegerin Ulrike Meyfarth sowie Bronze 1983 in Budapest und 1989 in Den Haag). Außerdem nahm sie zweimal an Olympischen Spielen teil. 1984 in Los Angeles wurde sie Vierte, 1988 in Seoul Zehnte.

## Journalistische Laufbahn
Nach den Olympischen Spielen 1984 in Los Angeles nahm Éwanjé-Épée ein Journalismusstudium an der University of Arizona auf. Seit 1996 arbeitet sie für Canal+. Außerdem war sie als Co-Kommentatorin bei Eurosport und als Moderatorin bei RMC tätig.